# 派翠克·奧利森
派翠克·奧利森（丹麥語：Patrick Olsen；1994年4月23日—）是一位丹麥足球運動員，在場上的位置是中場。他現在效力於挪威足球超級聯賽球隊海于格松足球俱樂部。他也代表丹麥國家足球隊參賽。